# Атланта (готель)
51°55′16″ пн. ш. 4°28′45″ сх. д. / 51.921111111111° пн. ш. 4.4791666666667° сх. д.
Атланта — чотиризірковий готель у центрі Роттердаму, на розі вулиць Коолсінгел та Аерт ван Нестраат. Офіційна назва готелю NH Atlanta Rotterdam.
Готель збудовано між 1929 і 1931 роками. В будівлі на 8 поверхах розміщено готель, а кафе-ресторан — на першому поверсі.
Готель «Атланта» пережив бомбардування Роттердаму 14 травня 1940.
У 1950 році до готелю прибудовано нове крило зі сторони вулиці Аерт ван Нестраат, що гармонує з рештою частини будинку. У 1965 році здійснено нову прибудову по вулиці Коолсінгел із бетонних панелей, які різко контрастують з іншою частиною будівлі. У 1998 році готелю «Атланта» надали статус пам'ятки.

## Вбивство Євгена Коновальця

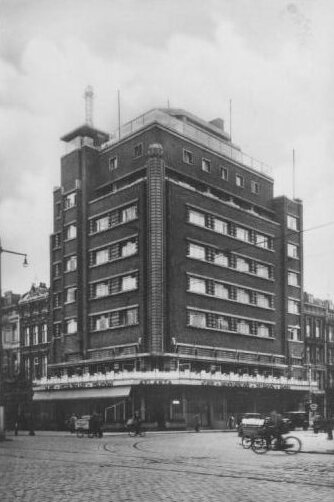
Готель «Атланта» (1935 рік)

23 травня 1938 року в кафе готелю «Атланта», яке розташовувалось на першому поверсі, відбулася зустріч лідера ОУН Євгена Коновальця та Павла Судоплатова. Агент НКВС передав полковнику вибухівку, закамуфльовану під коробку цукерок з українським орнаментом як подарунок «від друзів».
Вибуховий пристрій спрацював коли Є.Коновалець вийшов з кафе та попрямував по вулиці Коолсінгел (Coolsingel) до свого готелю.